# エイドリアン・クリエル
- アドリアン・クリエル

エイドリアン・クリエル（Adrian Curiel、1999年1月12日 - ）は、メキシコのプロボクサー。メキシコシティ出身。元IBF世界ライトフライ級王者。

## 来歴

### プロ時代

#### ライトフライ級
2016年3月18日、メキシコシティでプロデビュー戦を行い、2回2分58秒TKO勝ち。
2023年11月4日、モナコ・モンテカルロのカジノ・ド・モンテカルロ・サル・メディシンにてジョー・コルディナ対エドワード・バスケスの前座で、IBF世界ライトフライ級王者シベナティ・ノンティンガに挑戦し、2回1分9秒KO勝ちを収め王座獲得に成功した。
2024年2月16日、オアハカでIBF世界ライトフライ級7位のシベナティ・ノンティンガとダイレクトリマッチで再戦し、序盤にクリエルの左ボディと右アッパーが炸裂しノンティンガを苦戦させ、7回にノンティンガが偶然のバッティングで減点されるなどクリエルが優勢となるも、10回序盤でノンティンガにスタンディングダウンを奪われた上に連打で無防備となり、レフェリーストップで10回44秒TKO負けを喫し初防衛に失敗し王座から陥落、番狂せでリベンジを許す形となった。

#### フライ級
2024年6月29日、アリゾナ州フェニックスのフットプリント・センターでファン・フランシスコ・エストラーダ対ジェシー・ロドリゲスの前座で、前IBFフライ級王者のサニー・エドワーズと1階級上のフライ級ノンタイトル12回戦を行い、6回中にクリエルの偶然のバッティングでエドワーズが左目上をカットし9回開始直後に試合続行不可となり0-3（83-90、84-88、85-87）の負傷判定負けを喫し再起に失敗した。

## 戦績
- プロボクシング：31戦 24勝 (6KO) 6敗 1分

## 獲得タイトル
- IBF世界ライトフライ級王座（防衛0）